# Order Klementa Gottwalda

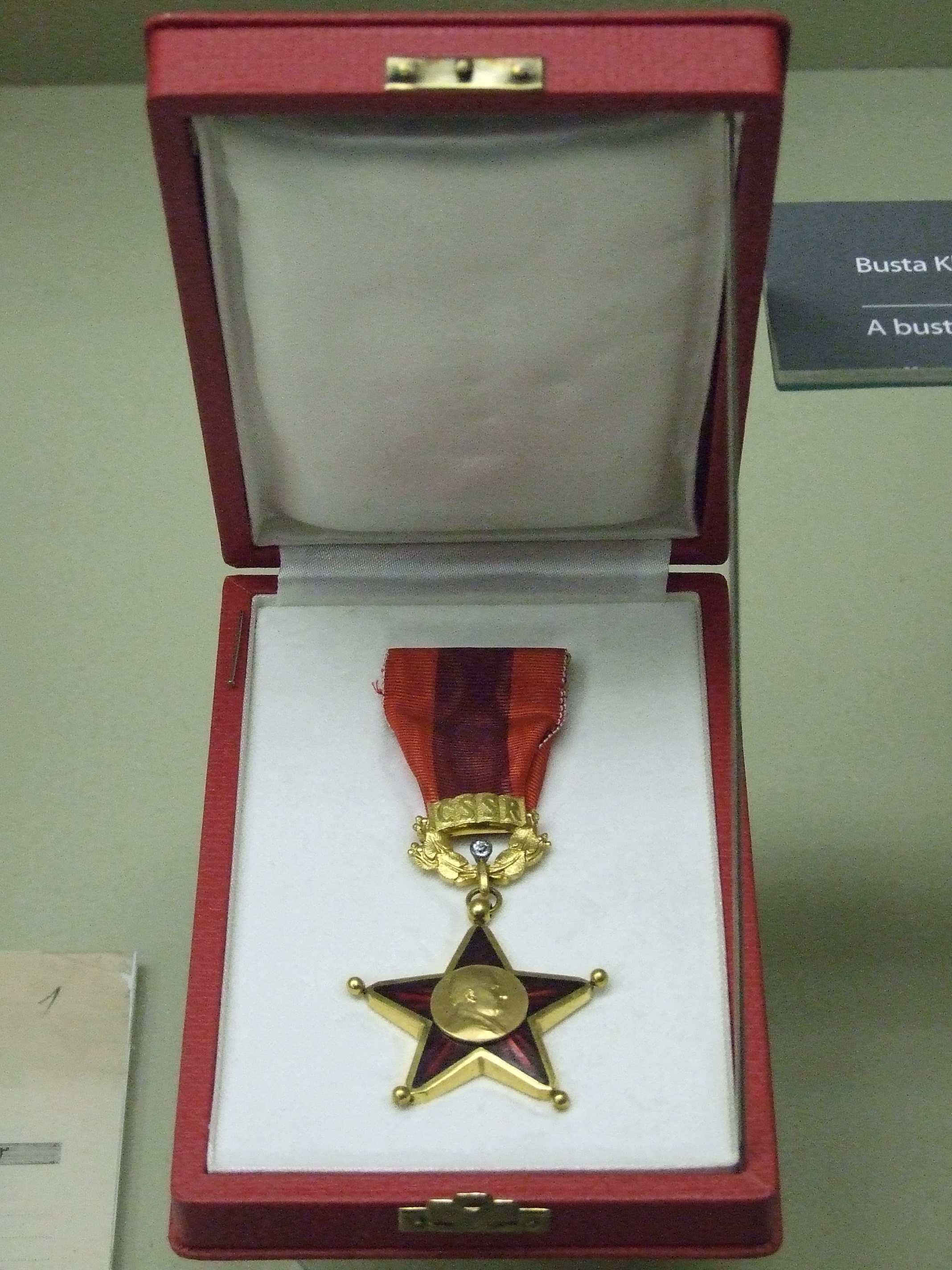
Order w etui

Order Klementa Gottwalda (czes. Řád Klementa Gottwalda) – jednoklasowe odznaczenie państwowe Czechosłowacji. Ustanowiony 3 lutego 1953 roku pod nazwą „Orderu budowy socjalistycznego państwa”. W 1955 nazwa orderu została zmieniona na „Order Klementa Gottwalda – za budowę państwa socjalistycznego”.

## Zasady nadawania
Order był przyznawany za wybitne zasługi w budowaniu systemu socjalistycznego w Czechosłowacji, podczas budowy państwa i walki o pokój na polu politycznym, gospodarczym, społecznym i kulturalnym, przez zwiększenie potencjału wojskowego państwa oraz poprzez walkę z wrogiem wewnętrznym. 
Order przyznawał prezydent republiki na wniosek rządu. Wraz z orderem nagrodzony otrzymywał pamiątkowy dyplom oraz książeczkę świadczącą o przyznaniu orderu. 
Order otrzymać mogły:
- pojedyncze osoby
- zespół ludzi (kolektyw)
- jednostka wojskowa, jednostka Korpusu Bezpieczeństwa Narodowego lub inny podmiot
- przedsiębiorstwo, instytucja, organ samorządu terytorialnego

Order mógł być przyznany pośmiertnie. W takim przypadku komplet dokumentów o nadaniu wraz z odznaką otrzymywała rodzina bez możliwości jego noszenia. W przypadku gdy nie było rodziny nagrodzonego order pozostawał w urzędzie. 

## Opis odznaki
Order stanowi złotą pięcioramienną gwiazdę średnicy 45 mm wykonaną ze złota początkowo próby 986, później 585. Ramiona gwiazdy zakończone są złotymi kulkami. Pierwsze egzemplarze ważyły 75 gramów (ze wstążką i szpikami do zawieszenia – 77,5 g), późniejsze 69,6 g. 
Awers został pokryty czerwoną emalią, z tyłu zaś order jest wypolerowany. W środku na gwieździe 
początkowo był przymocowany medalion z godłem Czechosłowacji, a od 1955 roku portret Klementa Gottwalda. Zawieszenie łączące order ze wstążką wykonane ze złota składa się z taśmy z inicjałami Czechosłowacji „ČSR” (po 1960 r. z „ČSSR”) i liśćmi lipy. Do zawieszenia jest przymocowany diament o wadzę 0,30 karata.
Na odwrocie pośród gałązek wawrzynu znajduje się napis ZA SOCIALISTICKOU VLASTI oraz niewielki numer kolejny orderu.  
Order był zawieszony na wstążce o szerokości 38 mm i długości 55 mm z szerokim na 15 mm ciemno-czerwonym paskiem na środku.